# Опера-балет
Опера-балет (фр. opera-ballet) — музыкально-театральный жанр, сложившийся во Франции на рубеже XVII-XVIII веков и характерный для придворного театра («Королевской академии музыки») этого периода. Чтобы отделить «оперу-балет» от оперы того периода, также имевшую балетные номера, американский музыковед Д. Р. Антони определил признаки произведений этого жанра: акты оперы-балета имеют каждый свой отдельный сюжет и в каждом акте должен быть хотя бы один дивертисмент.

## История

### Ballet de cour при французском дворе
Элементы оперы-балета подготавливались издавна в так называемых придворных балетах (фр. ballet de cour) XVI века, в комедиях-балетах, созданных Жан-Батистом Люлли совместно с Мольером, а также в балетах и лирических трагедиях самого Люлли. В то время балет и опера ещё не выделились в отдельные жанры, и пение и танцы соединялись в едином представлении, при этом танец занимал доминирующее положение.
Первым образцом ballet de cour во Франции считается «Комический балет королевы», поставленный в 1581 году в честь свадьбы герцога Жуайёза и сестры французской королевы, в котором одну из партий танцевал король Генрих III. В этом произведении сочетались танцевальные выходы, вокальные партии (соло и диалоги, а также четырёх- и пятиголосовые) и хоровое пение на тему победы короля Франции над колдуньей Цирцеей, однако драматическое развитие сюжета было чрезвычайно слабым. Музыкальное сопровождение призвано не выражать внутренний мир персонажей, а подчеркивать пышность спектакля и развлекать зрителя. Зрелище поражало богатством и изысканностью костюмов и декораций. Постановка спектакля обошлась, по разным данным, от трёх миллионов шестисот тысяч до пяти миллионов франков. Подобные спектакли восходят к ренессансным традициям музыкальных представлений при итальянских аристократических дворах. Особенностью «Комического балета королевы» стало подчинение музыки, а за ней и танца стихотворному размеру — сказывалось опосредованное влияние теоретических изысканий французских гуманистов, увлечённых идеей возрождения античных принципов в музыке и отказом от полифонии.
Придворный балет — одно из непременных развлечений французского королевского двора, где наряду с профессиональными танцовщиками балетные партии исполняли не только придворные, но и принцы крови. Не имея драматического действия, он представлял собой череду коротких танцевальных номеров (антре — выходов), которые объединялись одним сюжетом. Около двадцати лет, с 1650 года, в балетных спектаклях танцевал король Людовик XIV, снискав заслуженную славу почти профессионального исполнителя. Совершенствуясь, придворный балет достигает своих вершин при Луи де Молье, представляя собой зрелище роскошное, совершенное с точки зрения техники исполнения, снискав заслуженную всеевропейскую славу. Его репрезентативный потенциал будет в полной мере использован Люлли при создании национального оперного жанра — музыкальной (лирической) трагедии, в которой балет займёт одно из ключевых мест.

### Зарождение нового жанра
Имеющий итальянские корни придворный балет обрел черты французской национальной традиции и в музыкальной трагедии, созданной Люлли—Кино балет получил одно из главных мест, отвечая за празднично-декоративную сторону постановки, тогда как в опере итальянской вскоре уступил место вокалу.
В эпоху, когда на французской сцене ставились в основном оперные спектакли (1672—1687), собственно относительно самостоятельных балетных спектаклей Люлли поставил пять, из них только два — «Торжество Амура» (1681) и «Храм Мира» (1685) включали в себя новые оперные формы. Первые десять лет после смерти Люлли музыкальная трагедия оставалась главным жанром Королевской академии музыки и на её сцене было поставлено всего четыре балета («Балет в Вилльнев-Сент-Жорж» (1692), «Любовные похождения Мома» и «Времена года» (оба — 1695), а также «Арисия» (1697). В этих операх-балетах, в отличие от придворных, большое место занимала оперная составляющая при развивающемся по ходу представления драматическом действии, хотя ещё и с не вполне определённым содержанием.

### Новый жанр на французской оперной сцене
Опера-балет окончательно оформляется как жанр на французской оперной сцене уже после Люлли в произведениях Андре Кардинала-Детуша, Жан-Жозефа Муре и, наиболее ярко, у Андре Кампра — в его «Галантной Европе» (1697), считающейся первой оперой-балетом, и особенно, в «Венецианских празднествах» (1710).
Особое положение «Галантной Европы» в истории развития жанра было обусловлено тем, что произведение Кампра отвечало изменившимся вкусам публики. Форма «Галантной Европы» была предвосхищена «Временами года» Колласа—Л. Люлли—Пика — четыре акта (антре), каждый с самостоятельным сюжетом, но в рамках общего замысла, раскрывающегося в прологе. Однако «Времена года» все ещё прочно были связаны с уже изжившей себя оперой Люлли — и мифологической темой, и прологом, в котором, как и прежде, панегирически восхвалялся Людовик XIV. Всё это мало отвечало современному зрителю из круга «малых» аристократических дворов родственников короля и ориентировавшейся на них богатой буржуазии, предъявлявшему новые требования к оперно-балетному жанру. В «Галантной Европе» сюжет приближён к современной жизни, а использование Кампра после десятилетий игнорирования французским театром итальянской музыки (арий и венецианской форланы) и запоминающиеся мелодии гарантировали этому произведению долгую сценическую жизнь.
Подобно тематике «галантных празднеств» во французской живописи рококо, оперы-балеты прежде всего красочны и декоративны. Они состоят обычно из ряда картин — антре (выходов, фр. entrėes), сюжетно почти не связанных, в которых развитые танцевальные сцены сочетаются с ариями, речитативами, ансамблями и другими оперными формами. Ярчайшие образцы оперы-балета — «Галантная Индия» (1735), «Празднества Гебы» (1739) — созданы Жан-Филиппом Рамо, внёсшим в этот жанр высокий драматизм лирической трагедии и углубившим его характерность и декоративность.

### Дальнейшая судьба оперы-балета
Впоследствии, при становлении оперы и балета как самостоятельных видов театрального спектакля, жанр изживает себя. Однако в XIX и XX веках вновь появляются отдельные его образцы, представляющие единство хореографии и пения в рамках фантастического или мифологического спектакля: «Торжество Вакха» Даргомыжского (1848), «Виллисы» Пуччини (1884), «Млада» Римского-Корсакова (1890), «Рождение лиры» Русселя (1925), «Театр чудес» Хенце (1948, 1965 — вторая редакция), «Прусская сказка» Блахера (1950), «Снежная королева» Раухвергера (1965), «Давид Сасунский» Оганесяна (1976) и др.